# 野村碩胤
野村 碩胤（のむら せきたね、1882年（明治15年）1月28日 - 没年不明）は明治時代から昭和時代の医者。朝明郡（富田六郷）の一部であった天ヶ須賀村出身の学校医。現在の三重県四日市市の一部である天ヵ須賀地区出身。古い地名の旧名では天ヶ須賀（四日市市の住所制度では天ヵ須賀）地区の医師で富洲原地区の教育者。

## 年譜
野村家は天ヶ須賀村の儒学者・近代教育者で三重郡富洲原町の平均寿命の向上に貢献した地域医師の家柄である。野村碩胤は野村良意の子供として1882年（明治15年）1月28日に天ヶ須賀村にて誕生する。天ヶ須賀学校だった天ヶ須賀簡易科授業所（現在の四日市市立富洲原小学校）卒業後→旧制医学専門学校の京都医学専門学校（現在の京都府立医科大学）を卒業した。さらにこの学生時代に学費の備蓄があったので医療技術を極めて2ヵ年の期間をかけて付属病院の内科で医学を研究して、1908年（明治41年）に三重郡富洲原町の全診療科の診療所を開業して昭和時代に至る。他方面の活躍では三重郡富洲原町立の富洲原尋常高等小学校（現在の四日市市立富洲原小学校）の小学校の児童と教師の医師である校医を兼務して、三重郡富洲原町から町医として嘱託を受けている。後に、天ヶ須賀本町に富洲原町民の信望を得て、明治時代から昭和時代（戦前期）までの大日本帝国時代に「野村医院」を開業していた。

## 野村家
父は富田一色村の一色学校と合併して四日市市立富洲原小学校となった天ヶ須賀学校の基礎を築いた教育者である。1877年（明治10年） に天ヶ須賀村の本町のそろばん屋付近に創立された明願寺の山門の両側に2つの教室と教師2名で組織された天ヶ須賀学校の基礎となる寺子屋を開校した儒教道徳者で教育者の野村良意。富洲原港と塩役運河付近の天ヶ須賀本町自治会のそろばん教室（珠算学園）となっていた隣りの土地に立地していた明治時代の古い木造の校舎を想像する個人経営の医院が野村家だった。明治時代の古いデザインの門や柵が特徴だった建造物が、野村医院の跡地である。野村医院跡地付近に野村碩胤の子孫の野村家の本家があり、子孫である野村家の男子は代々野村碩胤の＜胤＞の文字を襲名している。